# Белый Камень (скала)
Бе́лый Ка́мень — известняковая скала на правом берегу реки Реж в окрестностях города Режа, в Свердловской области России. На склонах утёса произрастает комплекс редкой скальной флоры.
В 2001 году Постановлением Правительства Свердловской области от 17 января 2001 года № 41-ПП Белый Камень был объявлен геоморфологическим и ботаническим памятником природы. Этим же правовым актом охрана территории объекта возложена на Режевское лесничество. Площадь особо охраняемой природной территории составляет 5,6 га. Для сохранения памятника природы необходимо контролировать рекреационную нагрузку.